# Публий Валерий Поцит Попликола
Публий Валерий Поцит Попликола (на латински: Publius Valerius Potitus Poplicola) e политик на Римската република.
Той произлиза от клон Попликола на Валериите, една от най-старите фамилии на Рим. Син е на Луций Валерий Поцит (военен трибун 414, 406, 403, 401 и 398 пр.н.е. и консул 393 и 392 пр.н.е.) и внук на Луций Валерий Поцит (консул 449 пр.н.е.).
През 386, 384, 380, 377, 370 и 367 пр.н.е. Публий Попликола е консулски военен трибун.
1. ↑  429 //   Посетен на 23 юли 2024 г.